# Павич, Мате
Мате Павич (хорв. Mate Pavić; род. 4 июля 1993, Сплит, Хорватия) — хорватский теннисист; один из шести мужчин в истории, собравших карьерный «Золотой шлем» в парном разряде (победа на всех турнирах Большого шлема и олимпийское золото); первая ракетка мира в парном разряде. 
Олимпийский чемпион 2020 года в мужском парном разряде (с Николой Мектичем); победитель семи турниров Большого шлема (четыре в мужском парном разряде и три в миксте); финалист шести турниров Большого шлема (четыре в парном разряде и два в миксте); дважды финалист Итогового турнира ATP в парном разряде (2022, 2024); победитель 42 турниров ATP в парном разряде; обладатель Кубка Дэвиса (2018) и финалист (2021) в составе сборной Хорватии.
Победитель одного юниорского турнира Большого шлема в парном разряде (Уимблдон-2011); бывшая пятая ракетка мира в юниорском рейтинге ITF.

## Общая информация
Мате — один из трёх детей Якова и Снежаны Павичей; его сестёр зовут Надя и Матеа. Отец семейства — теннисный тренер, а мать — работница детского сада.
Хорват в теннисе с пяти лет. Любимое покрытие — трава.

## Спортивная карьера

### Начало карьеры

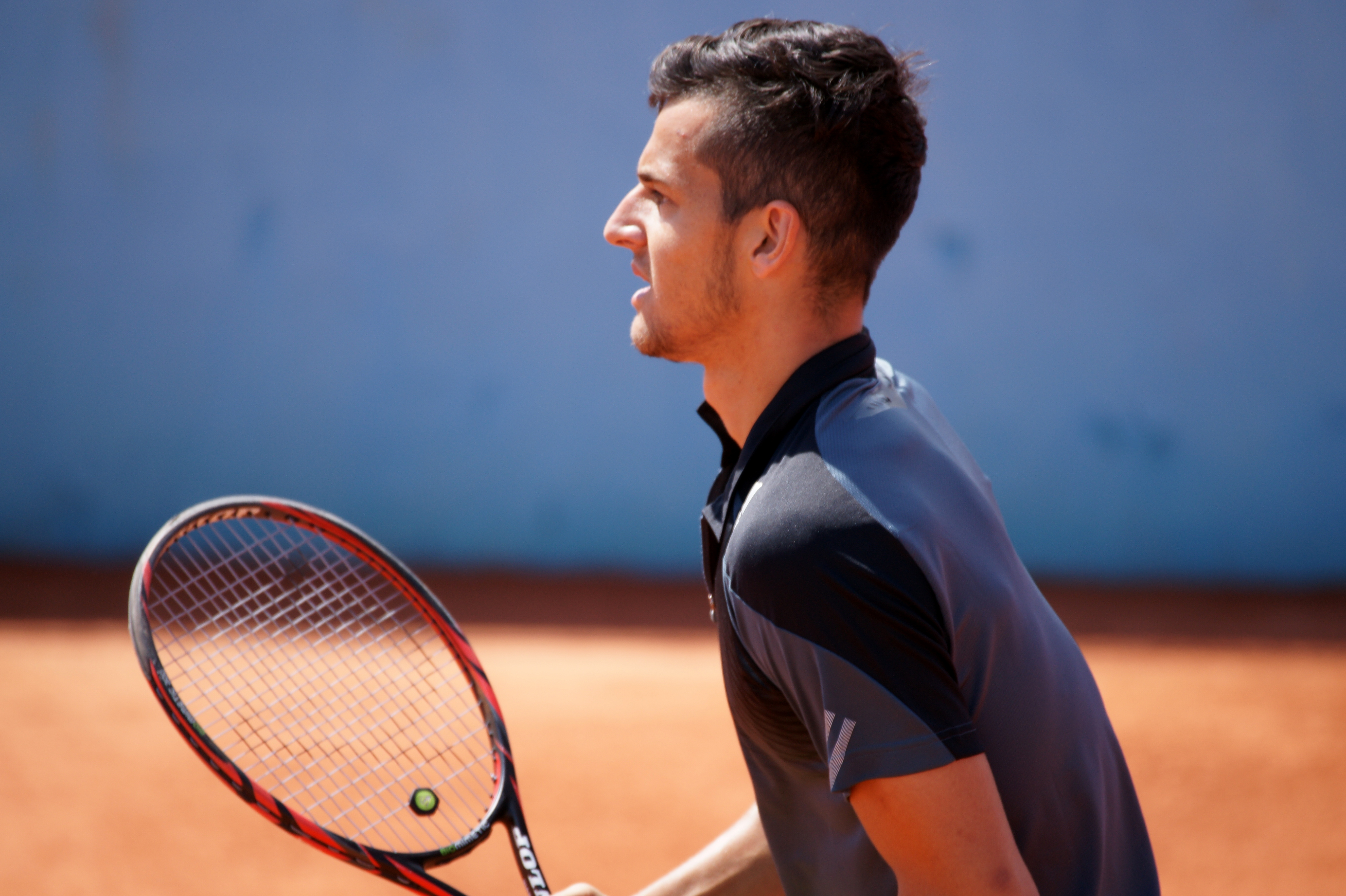
Павич на турнире в Ницце 2015 года

На юниорском уровне в 2011 году Мате Павич смог выиграть Уимблдонский турнир в парном разряде среди юношей. В июле того же года он дебютировал в основной сетке взрослых соревнований в рамках АТП-тура. Мате сыграл на турнире в Умаге, получив специальное приглашение от организаторов. В первом своем матче на таком уровне он уступил итальянцу Филиппо Воландри со счётом 4-6, 0-6. В начале февраля 2012 года Павич на домашнем турнире в Загребе совместно с Иваном Додигом сумел дойти до финала парных соревнований. Через год этот хорватский дуэт смог повторить свой результат в Загребе, но вновь не выиграл титул в решающем матче. В сентябре 2013 года Павич дебютировал в составе сборной Хорватии в розыгрыше Кубка Дэвиса.
В январе 2014 года Павич в альянсе с Марином Драганя вышел в парный финал турнира в Ченнаи. С ним же в команде Мате впервые сыграл в основной сетке турнира серии Большого шлема — Открытом чемпионате Австралии.
Первого парного титула АТП Павич смог добиться в мае 2015 года на грунтовом турнире в Ницце в партнёрстве с Майклом Винусом. В июле он два раза сыграл в финале АТП. Сначала в команде с Николасом Монро в Ньюпорте, а затем с Винусом на турнире в Боготе. В октябре Винус и Павич вышли в финал на турнире в Стокгольме.

### 2016—2018 (титулы в США и Австралии, Кубок Дэвиса и № 1 в парном теннисе)

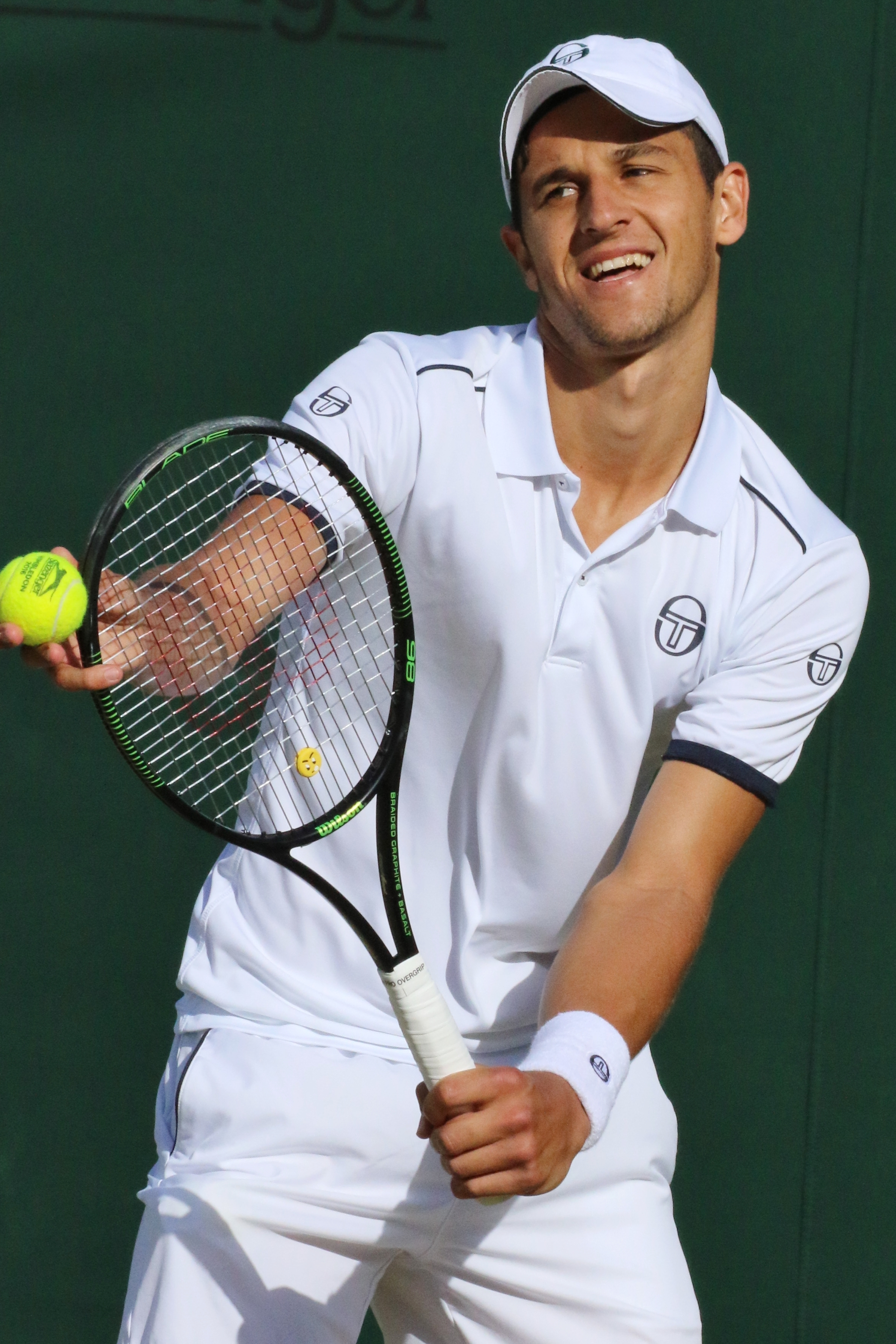
Павич на Уимблдоне 2016 года

В начале 2016 года Винус и Павич смогли победить сразу на трёх турнирах АТП. В январе они выиграли парный титул в Окленде, а в феврале первенствовали на зальных турнирах в Монпелье и Марселе. В мае они сыграли в финале в Ницце, а в июне завоевали титул на траве в Хертогенбосе. В июле они вышли в финал турнира в Гштаде. В сентябре Павич смог выиграть свой первый Большой шлем, взяв его в миксте на Открытом чемпионате США совместно с немецкой теннисисткой Лаурой Зигемунд. В сентябре 2016 года Павич в партнёрстве с Винусом дошёл до финала турнира в Меце. В октябре они вышли в ещё один финал на турнире в Стокгольме.
С начала 2017 года постоянным партнёром по выступлениям Павича стал австриец Александр Пейя, но уже к апрелю, не получив достойных результатов их дуэт распался. В апреле Павич завоевал первый титул в сезоне на грунтовом турнире в Марракеше, разделив свой успех с британцем Домиником Инглотом. Павич начал сотрудничество с ещё одним представителем Австрии Оливером Марахом и это партнёрство вывело результаты хорвата на новый уровень. В июне на траве в Штутгарте и Анталье они вышли в финал. На главном турнире на травяном покрытие — Уимблдоне они также смогли выйти в финал. Марах и Павич провели на Большом шлеме два фантастических по напряженности матча. В полуфинале они обыграли хорватскую пару Николу Мектича и Франко Шкугора за 4 часа 35 минут со счётом 4-6, 7-5, 7-6(4), 3-6, 17-15. В финале они сыграли ещё один «матч-триллер» против Лукаша Кубота и Марсело Мело. Этот матч длился 4 часа 39 минут, но Марах и Павич выиграть на этот раз не смогли. Финал завершился поражением со счётом 7-5, 5-7, 6-7(2), 6-3, 11-13, и они упустили возможность завоевать Большой шлем. После Уимблдона Павич впервые вошёл в топ-20 парного рейтинга. В июле Павич победил на турнире в Гамбурге совместно с Иваном Додигом. В октябре дуэт Марах и Павич выиграл главный парный приз на турнире в Стокгольме.
Сезон 2018 года Марах и Павич провели очень удачно. На самом старте сезона они выиграли турниры в Дохе и Окленде. Титул в Окленде стал 10-м для Мате Павича на парных состязаниях АТП-тура. На Открытом чемпионате Австралии, набравшие хорошую форму Марах и Павич, смогли стать чемпионами в парном разряде. Изначально они имели седьмой номер посева и в финале переиграл колумбийский дуэт (№ 11 посева) Хуан Себастьян Кабаль и Роберт Фара. Павич также смог выиграть и соревнования в миксте, в паре с Габриэлой Дабровски и, таким образом, он смог завоевать сразу два титула Большого шлема на соревнованиях в Мельбурне в 2018 году.
Успех в Австралии позволил Павичу запрыгнуть на 5-ю строчку в мировом парном рейтинге. В феврале 2018 года Марах и Павич сыграли в парном финале турнира в Роттердаме. В апреле они сыграли первый свой финал из серии Мастерс — в Монте-Карло, однако проиграли его Бобу и Майку Брайанам. В мае Марах и Павич выиграли титул на турнире в Женеве и это позволило Павичу стать первым хорватским теннисистом в ранге первой ракетки мира в парном теннисе. На Открытом чемпионат Франции Павич был в шаге от завоевания титула, как в мужских парах, так и в миксте. Марах и Павич в мужских парах уступили в финале французам Николя Маю и Пьеру-Югу Эрбер со счётом 2:6, 6:7(4). В миксте в паре с Габриэлой Дабровски в финале проиграли Ивану Додигу и Латише Чан — 6:4, 5:7, [8-10].
Летом 2018 года Марах и Павич сыграли в финале турнира в Гамбурге. Осенью они вышли в ещё один финал на турнире в Пекине, а за неделю до этого в паре с Додигом удалось выиграть турнир в Чэнду, где в финале обыграли дуэт Остин Крайчек и Дживан Недунчежиян в двух сетах. До конца сезона они трижды выходили в полуфинал, а на Итоговом парном турнире в своей группе выиграли один матч из трёх и не смогли выйти из группы. В конце сезона Павич вместе со сборной Хорватии смог стать обладателем Кубка Дэвиса, регулярно играя парные матчи по ходу турнира. В финале хорваты победили со счётом 3:1 сборную Франции и Додиг с Павичем сыграли в парной встрече (единственной проигранной сборной Хорватии в финале). По результатам сезона Павич стал третьим в итоговом парном рейтинге.

### 2019—2021 (победа в США и на Уимблдоне, золото Олимпиады и возвращение на вершину парного рейтинга)

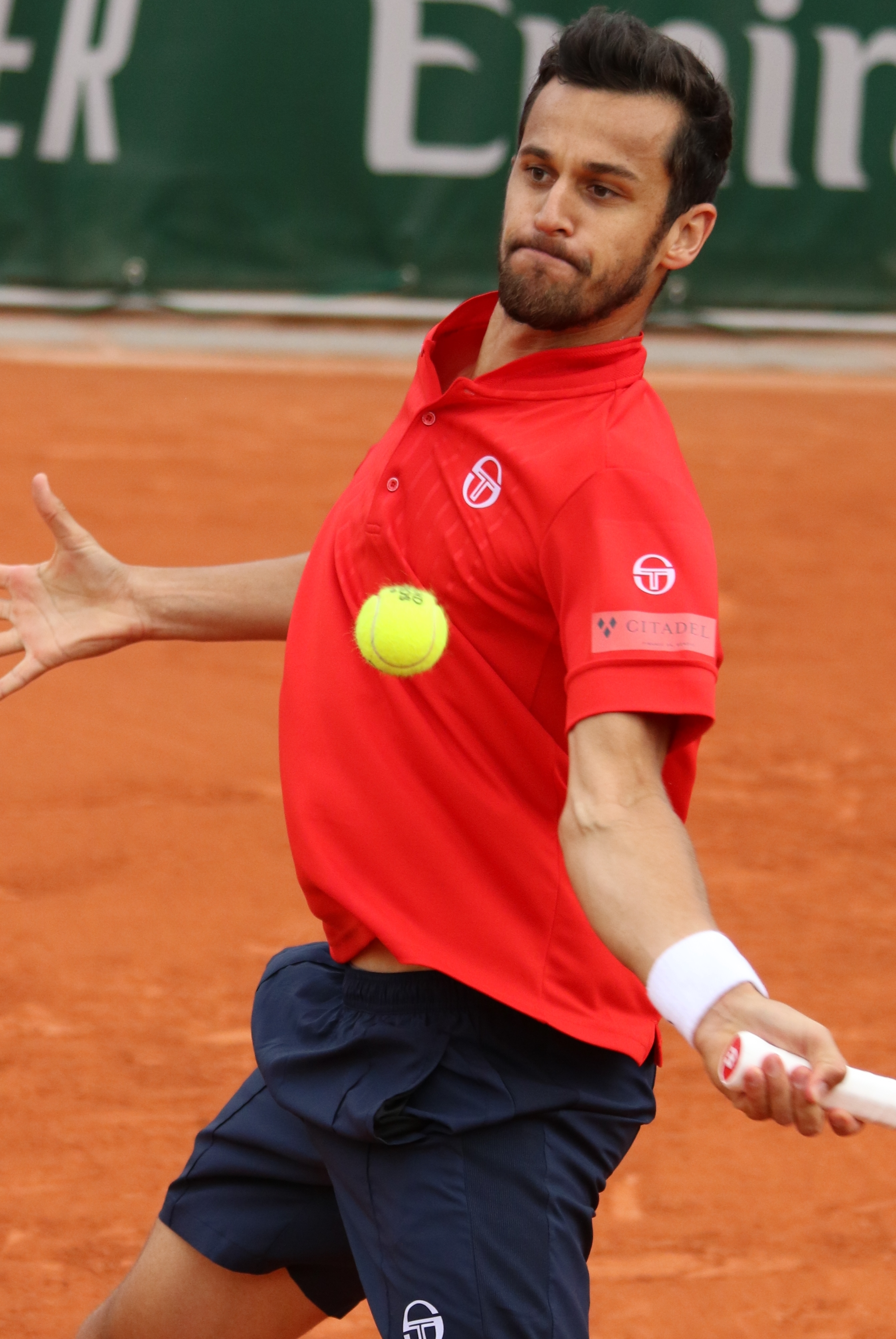
Павич на Ролан Гаррос 2019 года

На старте сезона 2019 года Марах и Павич теряли рейтинговые очки и в марте хорват потерял место в топ-10. На Мастерсе в Индиан-Уэллсе они вышли в полуфинал. В мае вышли в четвертьфинал Мастерса в Мадриде, полуфинал Мастерса в Риме, а затем Марах и Павич защитили прошлогодний титул на турнире в Женеве, где в финале они обыграли пару Роберт Линдстедт (Швеция) и Мэтью Эбден (Австралия) со счётом 6:4, 6:4. На Ролан Гаррос Павич второй год подряд сыграл в финале в миксте в сотрудничестве с Дабровски и как и в прошлогоднем розыгрыше они проиграли Ивану Додигу и Латише Чан — на этот раз со счётом 1:6, 6:7(5).
После вылета в третьем раунде Ролан Гаррос Марах и Павич прекратили сотрудничество и новым постоянным партнёром хорвата стал Бруно Соарес из Бразилии. С ходу их пара не смогла завоевать титул и некоторое время ушло, чтобы сыграться вместе. Первого успеха они добились в октябре, выиграв Мастерс в Шанхае. После этого они сыграли в финале турнира в Стокгольме.
В 2020 году Мате Павич и Бруно Соарес достигли больших успехов, хотя до перерыва в сезоне Павич выиграл один титул на зальном турнире в Монпелье в команде с Николой Чачичем. После паузы из-за пандемии COVID-19 Павич и Соарес смогли выиграть Открытый чемпионат США. В решающем матче они переиграли Уэсли Колхофа и Николу Мектича и Павич выиграл второй Большой шлем в мужских парах, а в парном рейтинге вернулся в первую десятку. В сентябре был выход в финал в Гамбурге в альянсе с Иваном Додигом. На, перенесенном на осень, Открытом чемпионате Франции Павич и Соарес вышли во второй финал Большого шлема подряд. В четвертьфинале они победили третий сеянный дуэт Раджив Рам и Уэсли Колхоф, а в полуфинале прошли перых номеров посева Хуана Себастьяна Кабаля и Роберта Фару. В финале они проиграли паре из Германии Кевин Кравиц и Андреас Мис. После Ролан Гаррос Павич поднялся на пятое место рейтинга. В ноябре после выхода с Соаресом в финал Мастерса в Париже Павич стал четвёртым в парном рейтинге. На Итоговом турнире Павич и Соарес не смогли выйти из группы, несмотря на две победы в трёх матчах.
В 2021 году Мате Павич решил объединиться с соотечественником Николой Мектичем и их команда смогла достичь великолепных результатов. На старте сезона они выиграли два турнира (в Анталье и Мельбурне). На Открытом чемпионате Австралии они довели серию побед до 12 матчей подряд и доиграли до полуфинала. В марте был выигран турнир в Роттердаме и оформлен выход в финал в Дубае. Далее последовали победы в ряде Мастерсов: сначала на харде в Майами (после чего Павич поднялся на первое место рейтинга), а затем на грунте в Монте-Карло. В начале мая они могли выиграть третий Мастерс подряд, но проиграли в финале Мастерса в Мадриде. Но через неделю на Мастерсе в Риме они вновь победили и это позволило Мектичу уже подняться на второе место парного рейтинга. Набрав отличную форму, первая пара в мире Мектич и Павич не смогла выступить на Открытом чемпионате Франции из-за положительного теста на коронавирус. 
Вернувшись после изоляции, Мектич и Павич выиграли турнир в Истборне, а далее стали чемпионами на Уимблдонском турнире, взяв свой первый совместный титул Большого шлема. Они стали первыми хорватами, кто победил на Уимблдоне в мужском парном разряде. После этого успеха Мектич и Павич отправились в качестве одних из главных фаворитов на Олимпийские игры в Токио. Став первыми номерами посева они смогли выйти в решающий матч за золотую медаль, в котором встретились с другой хорватской парой Иван Додиг и Марин Чилич. Впервые с 1908 года на Олимпиаде в мужском парном разряде сыграли представители одной страны. Мектич и Павич смогли выиграть на решающем тай-брейке и стать Олимпийским чемпионами. В дальнейшей части сезона у них были уже боле скромные результаты. После Олимпиады Мектич и Павич вышли в финал Мастерса в Торонто. На Итоговом турнире они смогли пройти групповой этап, но в полуфинале они проиграли дуэту Раджив Рам и Джо Солсбери. Сезон Мате завершил на первом месте рейтинга. В конце года Мектич и Павич сыграли на финальном турнире Кубка Дэвиса и помогли своей сборной дойти до финала, одержав четыре победы. Однако в финале их матч не был сыгран, так как сборная России досрочно завоевала победу.

### 2022—2023 (финалы Уимблдона и на Итоговом турнире)
В 2022 году Мектич и Павич продолжили выступать вместе, однако старт сезона у них не получился. Первого финала в сезоне они достигли в конце февраля на турнире в Дубае. В начале апреля Мате после 21 недели подряд (в общей сложности 57 недель) в статусе первой ракетки мира опустился на третье место место парного рейтинга. На турнире в Белграде Мектич и Павич вышли во второй финал в сезоне. В мае они выиграли первые титулы в сезоне, став чемпионами Мастерса в Риме, а затем выиграв турнир в Женеве. Однако на Ролан Гаррос их серия побед оборвалась в третьем раунде. В июне на траве Павич выиграл все три турнира, в которых играл. Сначала в Штутгарте он взял титул в паре с Хубертом Хуркачем, а затем с Мектичем победил в Лондоне и Истборне. На Уимблдоне Мектич и Павич приехали в статусе действующих чемпионов. В полуфинале они проверил пятисетовый матч с шестыми номерами посева Кабалем и Фарой и смогли выиграть в последнем сете на тай-брейке. В финале они были фаворитами, но проиграли австралийскому дуэту Макс Пёрселл и Мэттью Эбден на решающем тай-брейке пятого сета. Начиная с 9 мая 2022 года, за два месяца провёл результативную серию, сыграв на семи турнирах и выиграв на них 29 матчей при всего двух поражениях. На Уимблдонском турнире он также сыграл в миксте, где добрался до полуфинала в альянсе с Саней Мирзой.
На Открытом чемпионате США 2022 года Мектич и Павич доиграли до четвертьфинала, а в миксте Мате сыграл в команде с Чжан Шуай и вышел в полуфинал. В начале октября Мектич и Павич стали победителями турнира в Астане. На Итоговом турнире они выиграли все три матча на групповом этапе, а в полуфинале переиграли пару Ллойд Гласспул и Харри Хелиёваара (6:4, 6:7, [10-6]). В финале Мектич и Павич проиграли дуэту Раджив Рам и Джо Солсбери со счётом 6:7, 4:6. Мектич и Павич сыграли на финальном турнире Кубка Дэвиса и помогли пройти в полуфинал. Им выпало сыграть решающий матч при счёте 1-1 с австралийцами Максом Парселлом и Мэттью Эбденом и они проиграли в трёх сетах. По итогам сезона Павич занял пятое место.
В 2023 году Мектич и Павич стартовали с победы на турнире в Окленде, а на Открытом чемпионате Австралии неожиданно проиграли во втором раунде местной паре Алекс Болт и Люк Сэвилл.

## Рейтинг на конец года
| Год  | Одиночный рейтинг | Парный рейтинг |
| 2024 |                   | 1              |
| 2023 |                   | 32             |
| 2022 |                   | 5              |
| 2021 |                   | 1              |
| 2020 |                   | 4              |
| 2019 |                   | 18             |
| 2018 |                   | 3              |
| 2017 | 933               | 17             |
| 2016 | 1178              | 29             |
| 2015 | 638               | 54             |
| 2014 | 423               | 56             |
| 2013 | 412               | 71             |
| 2012 | 369               | 130            |
| 2011 | 835               | 379            |
| 2010 | 1432              |                |
| 2009 | 1505              |                |

По данным официального сайта ATP на последнюю неделю года.

## Выступления на турнирах

### Финалы челленджеров и фьючерсов в одиночном разряде (5)

#### Победы (4)
| Легенда             |
| ------------------- |
| Челленджеры (0+11)* |
| Фьючерсы (4+7)      |

| Титулы по покрытиям | Титулы по месту проведения матчей турнира |
| ------------------- | ----------------------------------------- |
| Хард (4+9)*         | Зал (0+3)                                 |
| Грунт (0+7)         | Зал (0+3)                                 |
| Трава (0)           | Открытый воздух (4+15)                    |
| Ковёр (0+2)         | Открытый воздух (4+15)                    |

* количество побед в одиночном разряде + количество побед в парном разряде.
| №  | Дата             | Турнир              | Покрытие | Соперник в финале      | Счёт              |
| 1. | 8 декабря 2012   | Джакарта, Индонезия | Хард     | Брайдан Клейн          | 6-4 6-7(2) 7-6(5) |
| 2. | 13 октября 2013  | Анталья, Турция     | Хард     | Деннис Новак           | 6-4 6-2           |
| 3. | 13 сентября 2014 | Мадрид, Испания     | Хард     | Иван Аренас Гуалда     | 6-3 6-1           |
| 4. | 8 марта 2015     | Фару, Португалия    | Хард     | Георгий Руменов Паяков | 7-6(4) 6-3        |

#### Поражение (1)
| №  | Дата            | Турнир        | Покрытие | Соперник в финале  | Счёт    |
| 1. | 27 октября 2012 | Мумбаи, Индия | Хард     | Дживан Недунчежиян | 1-6 1-6 |

### Финалы турниров Большого шлема в парном разряде (8)

#### Победы (4)
| №  | Год  | Турнир                       | Покрытие | Партнёр         | Соперники в финале                 | Счёт               |
| 1. | 2018 | Открытый чемпионат Австралии | Хард     | Оливер Марах    | Хуан Себастьян Кабаль Роберт Фара  | 6-4 6-4            |
| 2. | 2020 | Открытый чемпионат США       | Хард     | Бруно Соарес    | Уэсли Колхоф Никола Мектич         | 7-5 6-3            |
| 3. | 2021 | Уимблдонский турнир          | Трава    | Никола Мектич   | Марсель Гранольерс Орасио Себальос | 6-4 7-6(5) 2-6 7-5 |
| 4. | 2024 | Открытый чемпионат Франции   | Грунт    | Марсело Аревало | Симоне Болелли Андреа Вавассори    | 7-5 6-3            |

#### Поражения (4)
| №  | Год  | Турнир                         | Покрытие | Партнёр       | Соперники в финале        | Счёт                            |
| 1. | 2017 | Уимблдон                       | Трава    | Оливер Марах  | Лукаш Кубот Марсело Мело  | 7-5 5-7 6-7(2) 6-3 11-13        |
| 2. | 2018 | Открытый чемпионат Франции     | Грунт    | Оливер Марах  | Николя Маю Пьер-Юг Эрбер  | 2-6 6-7(4)                      |
| 3. | 2020 | Открытый чемпионат Франции (2) | Грунт    | Бруно Соарес  | Кевин Кравиц Андреас Мис  | 3-6 5-7                         |
| 4. | 2022 | Уимблдонский турнир (2)        | Трава    | Никола Мектич | Макс Пёрселл Мэттью Эбден | 6-7(5) 7-6(3) 6-4 4-6 6-7(2-10) |

### Финалы Итогового турнираATPв парном разряде (2)

#### Поражения (2)
| №  | Год  | Турнир        | Покрытие   | Партнёр         | Соперники в финале      | Счёт          |
| 1. | 2022 | Турин, Италия | Хард (зал) | Никола Мектич   | Раджив Рам Джо Солсбери | 6-7(4) 4-6    |
| 2. | 2024 | Турин, Италия | Хард (зал) | Марсело Аревало | Кевин Кравиц Тим Пюц    | 6-7(5) 6-7(6) |

### Финалы Олимпийских турниров в парном разряде (1)

#### Победа (1)
| №  | Дата | Турнир        | Покрытие | Партнёр       | Соперницы в финале     | Счёт           |
| 1. | 2021 | Токио, Япония | Хард     | Никола Мектич | Иван Додиг Марин Чилич | 6-4 3-6 [10-6] |

### Финалы турнировATPв парном разряде (75)

#### Победы (42)
| Легенда                         |
| ------------------------------- |
| Турниры Большого шлема (0+4+3)* |
| Итоговый турнир ATP (0)         |
| Олимпиада (0+1)                 |
| Мастерс (0+9)                   |
| АТР 500 (0+4)                   |
| АТР 250 (0+24)                  |

| Титулы по покрытиям | Титулы по месту проведения матчей турнира |
| ------------------- | ----------------------------------------- |
| Хард (0+22+2)*      | Зал (0+6)                                 |
| Грунт (0+12)        | Зал (0+6)                                 |
| Трава (0+8+1)       | Открытый воздух (0+36+3)                  |
| Ковёр (0)           | Открытый воздух (0+36+3)                  |

* количество побед в одиночном разряде + количество побед в парном разряде + количество побед в миксте.
| №   | Дата             | Турнир                       | Покрытие   | Партнёр         | Соперники в финале                    | Счёт               |
| 1.  | 20 мая 2015      | Ницца, Франция               | Грунт      | Майкл Винус     | Жан-Жюльен Ройер Хория Текэу          | 7-6(4) 2-6 [10-8]  |
| 2.  | 16 января 2016   | Окленд, Новая Зеландия       | Хард       | Майкл Винус     | Эрик Буторак Скотт Липски             | 7-5 6-4            |
| 3.  | 7 февраля 2016   | Монпелье, Франция            | Хард (зал) | Майкл Винус     | Александр Зверев Миша Зверев          | 7-5 7-6(4)         |
| 4.  | 21 февраля 2016  | Марсель, Франция             | Хард (зал) | Майкл Винус     | Колин Флеминг Йонатан Эрлих           | 6-2 6-3            |
| 5.  | 11 июня 2016     | Хертогенбос, Нидерланды      | Трава      | Майкл Винус     | Доминик Инглот Равен Класен           | 3-6 6-3 [11-9]     |
| 6.  | 15 апреля 2017   | Марракеш, Марокко            | Грунт      | Доминик Инглот  | Марсель Гранольерс Марк Лопес         | 6-4 2-6 [11-9]     |
| 7.  | 30 июля 2017     | Гамбург, Германия            | Грунт      | Иван Додиг      | Пабло Куэвас Марк Лопес               | 6-3 6-4            |
| 8.  | 21 октября 2017  | Стокгольм, Швеция            | Хард (зал) | Оливер Марах    | Айсам-уль-Хак Куреши Жан-Жюльен Ройер | 3-6 7-6(6) [10-4]  |
| 9.  | 5 января 2018    | Доха, Катар                  | Хард       | Оливер Марах    | Джейми Маррей Бруно Соарес            | 6-2 7-6(6)         |
| 10. | 13 января 2018   | Окленд, Новая Зеландия (2)   | Хард       | Оливер Марах    | Максим Мирный Филипп Освальд          | 6-4 5-7 [10-7]     |
| 11. | 27 января 2018   | Открытый чемпионат Австралии | Хард       | Оливер Марах    | Хуан Себастьян Кабаль Роберт Фара     | 6-4 6-4            |
| 12. | 26 мая 2018      | Женева, Швейцария            | Грунт      | Оливер Марах    | Иван Додиг Раджив Рам                 | 3-6 7-6(3) [11-9]  |
| 13. | 30 сентября 2018 | Чэнду, Китай                 | Хард       | Иван Додиг      | Остин Крайчек Дживан Недунчежиян      | 6-2 6-4            |
| 14. | 25 мая 2019      | Женева, Швейцария (2)        | Грунт      | Оливер Марах    | Роберт Линдстедт Мэттью Эбден         | 6-4 6-4            |
| 15. | 13 октября 2019  | Шанхай, Китай                | Хард       | Бруно Соарес    | Лукаш Кубот Марсело Мело              | 6-4 6-2            |
| 16. | 9 февраля 2020   | Монпелье, Франция (2)        | Хард (зал) | Никола Чачич    | Доминик Инглот Айсам-уль-Хак Куреши   | 6-4 6-7(4) [10-4]  |
| 17. | 10 сентября 2020 | Открытый чемпионат США       | Хард       | Бруно Соарес    | Уэсли Колхоф Никола Мектич            | 7-5 6-3            |
| 18. | 12 января 2021   | Анталья, Турция              | Хард       | Никола Мектич   | Иван Додиг Филип Полашек              | 6-2 6-4            |
| 19. | 7 февраля 2021   | Мельбурн, Австралия          | Хард       | Никола Мектич   | Фабрис Мартен Жереми Шарди            | 7-6(2) 6-3         |
| 20. | 7 марта 2021     | Роттердам, Нидерланды        | Хард (зал) | Никола Мектич   | Кевин Кравиц Хория Текэу              | 7-6(7) 6-2         |
| 21. | 4 апреля 2021    | Майами, США                  | Хард       | Никола Мектич   | Нил Скупски Дэниел Эванс              | 6-4 6-4            |
| 22. | 18 апреля 2021   | Монте-Карло, Монако (2)      | Грунт      | Никола Мектич   | Нил Скупски Дэниел Эванс              | 6-3 4-6 [10-7]     |
| 23. | 16 мая 2021      | Рим, Италия                  | Грунт      | Никола Мектич   | Раджив Рам Джо Солсбери               | 6-4 7-6(4)         |
| 24. | 25 июня 2021     | Истборн, Великобритания      | Трава      | Никола Мектич   | Раджив Рам Джо Солсбери               | 6-4 6-3            |
| 25. | 11 июля 2021     | Уимблдон                     | Трава      | Никола Мектич   | Марсель Гранольерс Орасио Себальос    | 6-4 7-6(5) 2-6 7-5 |
| 26. | 30 июля 2021     | Олимпиада                    | Хард       | Никола Мектич   | Иван Додиг Марин Чилич                | 6-4 3-6 [10-6]     |
| 27. | 15 мая 2022      | Рим, Италия (2)              | Грунт      | Никола Мектич   | Джон Изнер Диего Шварцман             | 6-2 6-7(6) [12-10] |
| 28. | 21 мая 2022      | Женева, Швейцария (3)        | Грунт      | Никола Мектич   | Пабло Андухар Матве Мидделкоп         | 2-6 6-2 [10-3]     |
| 29. | 12 июня 2022     | Штутгарт, Германия           | Трава      | Хуберт Хуркач   | Майкл Винус Тим Пютц                  | 7-6(3) 7-6(5)      |
| 30. | 19 июня 2022     | Лондон, Великобритания       | Трава      | Никола Мектич   | Ллойд Гласспул Харри Хелиёваара       | 3-6 7-6(3) [10-6]  |
| 31. | 24 июня 2022     | Истборн, Великобритания (2)  | Трава      | Никола Мектич   | Матве Мидделкоп Люк Сэвилл            | 6-4 6-2            |
| 32. | 9 октября 2022   | Астана, Казахстан            | Хард (зал) | Никола Мектич   | Адриан Маннарино Фабрис Мартен        | 6-4 6-2            |
| 33. | 14 января 2023   | Окленд, Новая Зеландия (3)   | Хард       | Никола Мектич   | Натаниэль Ламмонс Джексон Уитроу      | 6-4 6-7(5) [10-6]  |
| 34. | 18 июня 2022     | Штутгарт, Германия (2)       | Трава      | Никола Мектич   | Кевин Кравиц Тим Пютц                 | 7-6(2) 6-3         |
| 35. | 30 июня 2023     | Истборн, Великобритания (3)  | Трава      | Никола Мектич   | Иван Додиг Остин Крайчек              | 6-4 6-2            |
| 36. | 7 января 2024    | Гонконг, Китай               | Хард       | Марсело Аревало | Йоран Влиген Сандер Жийе              | 7-6(3) 6-4         |
| 37. | 25 мая 2024      | Женева, Швейцария (4)        | Грунт      | Марсело Аревало | Ллойд Гласспул Жан-Жюльен Ройер       | 7-6(2) 7-5         |
| 38. | 8 июня 2024      | Открытый чемпионат Франции   | Грунт      | Марсело Аревало | Симоне Болелли Андреа Вавассори       | 7-5 6-3            |
| 39. | 19 августа 2024  | Цинциннати, США              | Хард       | Марсело Аревало | Маккензи Макдональд Алекс Микельсен   | 6-2 6-4            |
| 40. | 15 марта 2025    | Индиан-Уэлс, США             | Хард       | Марсело Аревало | Себастьян Корда Джордан Томпсон       | 6-3 6-4            |
| 41. | 29 марта 2025    | Майами, США (2)              | Хард       | Марсело Аревало | Ллойд Гласспул Джулиан Кэш            | 7-6(3) 6-3         |
| 42. | 18 мая 2025      | Рим, Италия (3)              | Грунт      | Марсело Аревало | Садио Думбия Фабьен Ребуль            | 6-4 6-7(6) [13-11] |

#### Поражения (33)
| №   | Дата             | Турнир                         | Покрытие   | Партнёр         | Соперники в финале                    | Счёт                            |
| 1.  | 5 февраля 2012   | Загреб, Хорватия               | Хард (зал) | Иван Додиг      | Маркос Багдатис Михаил Южный          | 2-6 2-6                         |
| 2.  | 10 февраля 2013  | Загреб, Хорватия (2)           | Хард (зал) | Иван Додиг      | Юлиан Ноул Филип Полашек              | 3-6 3-6                         |
| 3.  | 5 января 2014    | Ченнаи, Индия                  | Хард       | Марин Драганя   | Юхан Брунстрём Фредерик Нильсен       | 2-6 6-4 [7-10]                  |
| 4.  | 19 июля 2015     | Ньюпорт, США                   | Трава      | Николас Монро   | Джонатан Маррей Айсам-уль-Хак Куреши  | 6-4 3-6 [8-10]                  |
| 5.  | 26 июля 2015     | Богота, Колумбия               | Хард       | Майкл Винус     | Эдуар Роже-Васслен Радек Штепанек     | 5-7 3-6                         |
| 6.  | 25 октября 2015  | Стокгольм, Швеция              | Хард (зал) | Майкл Винус     | Николас Монро Джек Сок                | 5-7 2-6                         |
| 7.  | 21 мая 2016      | Ницца, Франция                 | Грунт      | Майкл Винус     | Хуан Себастьян Кабаль Роберт Фара     | 6-4 4-6 [8-10]                  |
| 8.  | 24 июля 2016     | Гштад, Швейцария               | Грунт      | Майкл Винус     | Хулио Перальта Орасио Себальос        | 6-7(2) 2-6                      |
| 9.  | 25 сентября 2016 | Мец, Франция                   | Хард (зал) | Майкл Винус     | Хулио Перальта Орасио Себальос        | 3-6 6-7(4)                      |
| 10. | 23 октября 2016  | Стокгольм, Швеция (2)          | Хард (зал) | Майкл Винус     | Микаэль Имер Элиас Имер               | 1-6 1-6                         |
| 11. | 18 июня 2017     | Штутгарт, Германия             | Трава      | Оливер Марах    | Джейми Маррей Бруно Соарес            | 7-6(4) 5-7 [5-10]               |
| 12. | 30 июня 2017     | Анталья, Турция                | Трава      | Оливер Марах    | Айсам-уль-Хак Куреши Роберт Линдстедт | 5-7 1-4 — отказ                 |
| 13. | 15 июля 2017     | Уимблдон                       | Трава      | Оливер Марах    | Лукаш Кубот Марсело Мело              | 7-5 5-7 6-7(2) 6-3 11-13        |
| 14. | 18 февраля 2018  | Роттердам, Нидерланды          | Хард (зал) | Оливер Марах    | Николя Маю Пьер-Юг Эрбер              | 6-2 2-6 [7-10]                  |
| 15. | 22 апреля 2018   | Монте-Карло, Монако            | Грунт      | Оливер Марах    | Боб Брайан Майк Брайан                | 6-7(5) 3-6                      |
| 16. | 9 июня 2018      | Открытый чемпионат Франции     | Грунт      | Оливер Марах    | Николя Маю Пьер-Юг Эрбер              | 2-6 6-7(4)                      |
| 17. | 29 июля 2018     | Гамбург, Германия              | Грунт      | Оливер Марах    | Хулио Перальта Орасио Себальос        | 1-6 6-4 [6-10]                  |
| 18. | 7 октября 2018   | Пекин, Китай                   | Хард       | Оливер Марах    | Лукаш Кубот Марсело Мело              | 1-6 4-6                         |
| 19  | 20 октября 2019  | Стокгольм, Швеция (3)          | Хард (зал) | Бруно Соарес    | Хенри Континен Эдуар Роже-Васслен     | 4-6 2-6                         |
| 20. | 27 сентября 2020 | Гамбург, Германия (2)          | Грунт      | Иван Додиг      | Майкл Винус Джон Пирс                 | 3-6 4-6                         |
| 21. | 10 октября 2020  | Открытый чемпионат Франции (2) | Грунт      | Бруно Соарес    | Кевин Кравиц Андреас Мис              | 3-6 5-7                         |
| 22. | 8 ноября 2020    | Париж, Франция                 | Хард (зал) | Бруно Соарес    | Феликс Оже-Альяссим Хуберт Хуркач     | 7-6(3) 6-7(7) [2-10]            |
| 23. | 20 марта 2021    | Дубай, ОАЭ                     | Хард       | Никола Мектич   | Хуан Себастьян Кабаль Роберт Фара     | 6-7(0) 6-7(4)                   |
| 24. | 9 мая 2021       | Мадрид, Испания                | Грунт      | Никола Мектич   | Марсель Гранольерс Орасио Себальос    | 6-1 3-6 [8-10]                  |
| 25. | 15 августа 2021  | Торонто, Канада                | Хард       | Никола Мектич   | Раджив Рам Джо Солсбери               | 3-6 6-4 [3-10]                  |
| 26. | 26 февраля 2022  | Дубай, ОАЭ (2)                 | Хард       | Никола Мектич   | Майкл Винус Тим Пютц                  | 3-6 7-6(5) [14-16]              |
| 27. | 23 апреля 2022   | Белград, Сербия                | Грунт      | Никола Мектич   | Ариэль Беар Гонсало Эскобар           | 2-6 6-3 [7-10]                  |
| 28. | 9 июля 2022      | Уимблдон (2)                   | Трава      | Никола Мектич   | Макс Пёрселл Мэттью Эбден             | 6-7(5) 7-6(3) 6-4 4-6 6-7(2-10) |
| 29. | 20 ноября 2022   | Итоговый турнир ATP            | Хард (зал) | Никола Мектич   | Раджив Рам Джо Солсбери               | 6-7(4) 4-6                      |
| 30. | 3 октября 2023   | Астана, Казахстан              | Хард (зал) | Джон Пирс       | Натаниэль Ламмонс Джексон Уитроу      | 6-7(4) 6-7(7)                   |
| 31. | 19 мая 2024      | Рим, Италия                    | Грунт      | Марсело Аревало | Марсель Гранольерс Орасио Себальос    | 2-6 2-6                         |
| 32. | 17 ноября 2024   | Итоговый турнир ATP (2)        | Хард (зал) | Марсело Аревало | Кевин Кравиц Тим Пюц                  | 6-7(5) 6-7(6)                   |
| 33. | 3 мая 2025       | Мадрид, Испания (2)            | Грунт      | Марсело Аревало | Марсель Гранольерс Орасио Себальос    | 4-6 4-6                         |

### Финалы челленджеров и фьючерсов в парном разряде (29)

#### Победы (18)
| №   | Дата             | Турнир                        | Покрытие    | Партнёр              | Соперники в финале                  | Счёт            |
| 1.  | 13 августа 2011  | Инсбрук, Австрия              | Грунт       | Тристан Вайссборн    | Парис Гемухидис Михал Конечный      | 7-6(3) 6-4      |
| 2.  | 4 сентября 2011  | Осиек, Хорватия               | Грунт       | Дамир Джумхур        | Марин Драганя Дино Марцан           | 6-4 3-6 [10-5]  |
| 3.  | 22 апреля 2012   | Ираклион, Греция              | Ковёр       | Максимилиан Нойхрист | Эрик Крепалди Ласло Уррутиа Фуэнтес | 7-6(3) 7-6(2)   |
| 4.  | 3 июня 2012      | Киселяк, Босния и Герцеговина | Грунт       | Марин Брадарич       | Данило Петрович Милан Покраяц       | 7-6(4) 7-6(7)   |
| 5.  | 28 июля 2012     | Бад-Вальтерсдорф, Австрия     | Грунт       | Максимилиан Нойхрист | Джеймс Марсалек Даниэль Сметхёрст   | 6-4 6-3         |
| 6.  | 18 августа 2012  | Инсбрук, Австрия              | Грунт       | Максимилиан Нойхрист | Лукас Ястрауниг Тристан Вайссборн   | 6-4 6-3         |
| 7.  | 25 ноября 2012   | Тоёта, Япония                 | Ковёр (зал) | Филипп Освальд       | Андреа Арнабольди Маттео Виола      | 6-3 3-6 [10-2]  |
| 8.  | 2 марта 2013     | Актобе, Казахстан             | Хард (зал)  | Виктор Балуда        | Гун Маосинь Чжан Цзэ                | 6-2 6-3         |
| 9.  | 13 апреля 2013   | Гвадалахара, Мексика          | Хард        | Марин Драганя        | Сэмюэль Грот Джон-Патрик Смит       | 5-7 6-2 [13-11] |
| 10. | 7 июля 2013      | Порторож, Словения            | Хард (зал)  | Марин Драганя        | Аляж Бедене Блаж Рола               | 6-3 1-6 [10-5]  |
| 11. | 21 июля 2013     | Эскишехир, Турция             | Хард        | Марин Драганя        | Санчай Ративатана Сончат Ративатана | 6-3 3-6 [10-7]  |
| 12. | 22 сентября 2013 | Трнава, Словакия              | Грунт       | Марин Драганя        | Аляж Бедене Ярослав Поспишил        | 7-5 4-6 [10-6]  |
| 13. | 3 ноября 2013    | Сеул, Южная Корея             | Хард        | Марин Драганя        | Ли Синьхань Пэн Сяньинь             | 7-5 6-2         |
| 14. | 10 ноября 2013   | Йонволь, Южная Корея          | Хард        | Марин Драганя        | Ли Синьхань Пэн Сяньинь             | 6-4 4-6 [10-7]  |
| 15. | 2 ноября 2014    | Сен-Дени, Франция             | Хард        | Робин Хасе           | Жонатан Эйссерик Фабрис Мартен      | 7-5 4-6 [10-7]  |
| 16. | 5 апреля 2015    | Раанана, Израиль              | Хард        | Майкл Винус          | Рамиз Джунейд Адиль Шамасдин        | 6-1 6-4         |
| 17. | 19 апреля 2015   | Мерсин, Турция                | Грунт       | Майкл Винус          | Риккардо Гедин Рамкумар Раманатхан  | 5-7 6-3 [10-4]  |
| 18. | 3 апреля 2016    | Леон-де-лос-Альдама, Мексика  | Хард        | Сантьяго Гонсалес    | Сэмюэль Грот Леандер Паес           | 6-4 3-6 [13-11] |

#### Поражения (11)
| №   | Дата             | Турнир                       | Покрытие   | Партнёр              | Соперники в финале                              | Счёт              |
| 1.  | 15 мая 2011      | Загреб, Хорватия             | Грунт      | Франко Шкугор        | Даниэль Муньос де ла Нава Рубен Рамирес Идальго | 2-6 6-7(10)       |
| 2.  | 20 мая 2012      | Мерсин, Турция               | Грунт      | Максимилиан Нойхрист | Маверик Бейнс Себастьян Леви                    | 4-6 6-3 [7-10]    |
| 3.  | 4 августа 2012   | Фибербрун, Австрия           | Грунт      | Максимилиан Нойхрист | Дэн Проподжа Жозе Стейтем                       | 7-6(6) 5-7 [6-10] |
| 4.  | 26 августа 2012  | Пёрчах-ам-Вёртер-Зе, Австрия | Грунт      | Максимилиан Нойхрист | Лукас Ястрауниг Тристан Вайссборн               | 6-7(5) 3-6        |
| 5.  | 23 сентября 2012 | Трнава, Словакия             | Грунт      | Франко Шкугор        | Горан Тошич Никола Чирич                        | 6-7(0) 5-7        |
| 6.  | 23 февраля 2013  | Актобе, Казахстан            | Хард (зал) | Виктор Балуда        | Александр Кудрявцев Юрий Щукин                  | 6-7(6) 2-6        |
| 7.  | 23 июня 2013     | Танжер, Марокко              | Грунт      | Максимилиан Нойхрист | Никола Чирич Горан Тошич                        | 3-6 7-6(5) [8-10] |
| 8.  | 8 сентября 2013  | Генуя, Италия                | Грунт      | Марин Драганя        | Даниэле Браччали Оливер Марах                   | 3-6 6-2 [9-11]    |
| 9.  | 12 апреля 2015   | Батман, Турция               | Хард       | Майкл Винус          | Аслан Карацев Ярослав Шило                      | 6-7(4) 6-4 [5-10] |
| 10. | 20 марта 2016    | Гвадалахара, Мексика         | Хард       | Сантьяго Гонсалес    | Геро Кречмер Александр Сачко                    | 3-6 6-4 [2-10]    |
| 11. | 27 марта 2016    | Сан-Луис-Потоси, Мексика     | Грунт      | Сантьяго Гонсалес    | Маркус Даниэлл Артём Ситак                      | 3-6 6-7(4)        |

### Финалы турниров Большого шлема в смешанном парном разряде (5)

#### Победы (3)
| №  | Год  | Турнир                       | Покрытие | Партнёр            | Соперники в финале        | Счёт           |
| 1. | 2016 | Открытый чемпионат США       | Хард     | Лаура Зигемунд     | Коко Вандевеге Раджив Рам | 6-4 6-4        |
| 2. | 2018 | Открытый чемпионат Австралии | Хард     | Габриэла Дабровски | Тимея Бабош Рохан Бопанна | 2-6 6-4 [11-9] |
| 3. | 2023 | Уимблдон                     | Трава    | Людмила Киченок    | Сюй Ифань Йоран Влиген    | 6-4 6-7(9) 6-3 |

#### Поражения (2)
| №  | Год  | Турнир                         | Покрытие | Партнёр            | Соперники в финале    | Счёт              |
| 1. | 2018 | Открытый чемпионат Франции     | Грунт    | Габриэла Дабровски | Латиша Чан Иван Додиг | 1-6 7-6(5) [8-10] |
| 2. | 2019 | Открытый чемпионат Франции (2) | Грунт    | Габриэла Дабровски | Латиша Чан Иван Додиг | 1-6 6-7(5)        |

### Финалы показательных турниров в смешанном парном разряде (1)

#### Поражение (1)
| №  | Год  | Турнир           | Покрытие | Партнёр             | Соперники в финале           | Счёт              |
| 1. | 2025 | Индиан-Уэлс, США | Хард     | Бетани Маттек-Сандс | Сара Эррани Андреа Вавассори | 7-6(3) 3-6 [8-10] |

### Финалы командных турниров (2)

#### Победа (1)
| №  | Год  | Турнир       | Команда                                     | Соперник в финале                                      | Счёт |
| 1. | 2018 | Кубок Дэвиса | Хорватия И.Додиг, М.Павич, М.Чилич, Б.Чорич | Франция Н.Маю, Л.Пуй, Ж.-В.Тсонга, Ж.Шарди, П.-Ю.Эрбер | 3-1  |

#### Поражение (1)
| №  | Год  | Турнир       | Команда                                                   | Соперник в финале                                            | Счёт |
| 1. | 2021 | Кубок Дэвиса | Хорватия Б.Гойо, Н.Мектич, М.Павич, Н.Сердарушич, М.Чилич | Россия Е.Донской, А.Карацев, Д.Медведев, А.Рублёв, К.Хачанов | 0—2  |

## История выступлений на турнирах
По состоянию на 8 апреля 2024 года
Для того, чтобы предотвратить неразбериху и удваивание счета, информация в этой таблице корректируется только по окончании турнира или по окончании участия там данного игрока.
| Турнир                       | 2014          | 2015          | 2016  | 2017          | 2018          | 2019          | 2020          | 2021  | 2022          | 2023          | 2024  | Итог   | В/П за карьеру |
| ---------------------------- | ------------- | ------------- | ----- | ------------- | ------------- | ------------- | ------------- | ----- | ------------- | ------------- | ----- | ------ | -------------- |
| Турниры Большого шлема       |               |               |       |               |               |               |               |       |               |               |       |        |                |
| Открытый чемпионат Австралии | 2Р            | 1Р            | 1Р    | 1Р            | П             | 2Р            | 3Р            | 1/2   | 2Р            | 2Р            | 3Р    | 1 / 11 | 18-10          |
| Открытый чемпионат Франции   | 3Р            | 1Р            | 1Р    | 2Р            | Ф             | 3Р            | Ф             | -     | 3Р            | 1Р            |       | 0 / 9  | 17-9           |
| Уимблдонский турнир          | 3Р            | 3Р            | 3Р    | Ф             | 1Р            | 2Р            | НП            | П     | Ф             | 3Р            |       | 1 / 9  | 25-8           |
| Открытый чемпионат США       | 2Р            | 2Р            | 2Р    | 3Р            | 1Р            | 2Р            | П             | 1Р    | 1/4           | 2Р            |       | 1 / 10 | 15-9           |
| Итог                         | 0 / 4         | 0 / 4         | 0 / 4 | 0 / 4         | 1 / 4         | 0 / 4         | 1 / 3         | 1 / 3 | 0 / 4         | 0 / 4         | 0 / 1 | 3 / 39 |                |
| В/П в сезоне                 | 6-4           | 3-4           | 3-4   | 8-4           | 11-3          | 5-4           | 12-2          | 10-2  | 11-4          | 4-4           | 2-1   |        | 75-36          |
| Итоговые турниры             |               |               |       |               |               |               |               |       |               |               |       |        |                |
| Итоговый турнир ATP          | -             | -             | -     | Группа        | Группа        | -             | Группа        | 1/2   | Ф             | -             |       | 0 / 5  | 10-6           |
| Олимпийские игры             |               |               |       |               |               |               |               |       |               |               |       |        |                |
| Летняя олимпиада             | Не проводился | Не проводился | -     | Не проводился | Не проводился | Не проводился | Не проводился | П     | Не проводился | Не проводился |       | 1 / 1  | 5-0            |

К — проиграл в квалификационном турнире.
| Турнир                       | 2014  | 2016  | 2017  | 2018  | 2019  | 2021  | 2022  | 2023  | 2024  | Итог   | В/П за карьеру |
| ---------------------------- | ----- | ----- | ----- | ----- | ----- | ----- | ----- | ----- | ----- | ------ | -------------- |
| Турниры Большого шлема       |       |       |       |       |       |       |       |       |       |        |                |
| Открытый чемпионат Австралии | -     | -     | 1Р    | П     | 1/4   | 1/4   | 1Р    | 2Р    | 1Р    | 1 / 7  | 10-6           |
| Открытый чемпионат Франции   | -     | 1Р    | 1Р    | Ф     | Ф     | -     | 1Р    | 2Р    |       | 0 / 6  | 9-6            |
| Уимблдонский турнир          | 2Р    | 1Р    | 1/4   | 3Р    | 3Р    | 1/4   | 1/2   | П     |       | 1 / 8  | 14-7           |
| Открытый чемпионат США       | -     | П     | 1Р    | 2Р    | 1/4   | -     | 1/2   | 1/2   |       | 1 / 6  | 14-5           |
| Итог                         | 0 / 1 | 1 / 3 | 0 / 4 | 1 / 4 | 0 / 4 | 0 / 2 | 0 / 4 | 1 / 4 | 0 / 1 | 3 / 27 |                |
| В/П в сезоне                 | 1-1   | 5-2   | 3-4   | 10-3  | 9-4   | 4-2   | 5-4   | 10-3  | 0-1   |        | 47-24          |

## История результатов матчей на выигранных турнирах Большого шлема и Олимпиаде
Открытый чемпионат Австралии-2019 (с Оливером Марахом)
| Стадия  | Соперники (посев)                         | Рейтинг   | Счёт               |
| 1 раунд | Федерико Дельбонис Виктор Эстрелья Бургос | 399 / 340 | 6-1 6-4            |
| 2 раунд | Уэсли Колхоф Артём Ситак                  | 56 / 53   | 6-7(5) 6-4 6-4     |
| 3 раунд | Рохан Бопанна Эдуар Роже-Васслен (10)     | 19 / 26   | 6-4 6-7(5) 6-3     |
| 1/4     | Маркус Даниэлл Доминик Инглот             | 38 / 54   | 6-4 6-7(10) 7-6(5) |
| 1/2     | Бен Маклахлан Ян-Леннард Штруфф           | 73 / 157  | 4-6 7-5 7-6(4)     |
| Финал   | Хуан Себастьян Кабаль Роберт Фара (11)    | 23 / 27   | 6-4 6-4            |

Открытый чемпионат США-2020 (с Бруно Соаресом)
| Стадия  | Соперники (посев)                      | Рейтинг  | Счёт           |
| 1 раунд | Марсель Гранольерс Орасио Себальос (5) | 15 / 4   | 3-6 6-4 6-4    |
| 2 раунд | Джек Сок Джексон Уитроу (PR)           | 128 / 76 | 5-7 7-6(5) 6-4 |
| 1/4     | Джейми Маррей Нил Скупски              | 24 / 26  | 6-2 7-6(4)     |
| 1/2     | Жан-Жюльен Ройер Хория Текэу           | 21 / 20  | 6-4 7-5        |
| Финал   | Уэсли Колхоф Никола Мектич (8)         | 16 / 22  | 7-5 6-3        |

Уимблдон-2021 (с Николой Мектичем)
| Стадия  | Соперники (посев)                      | Рейтинг | Счёт                     |
| 1 раунд | Андрей Василевский Йонатан Эрлих       | 81 / 72 | 6-2 6-4                  |
| 2 раунд | Алекс де Минор Мэтт Рид                | 68 / 90 | 6-2 6-4                  |
| 3 раунд | Томислав Бркич Никола Чачич            | 57 / 45 | 6-2 3-6 7-6(3) 6-4       |
| 1/4     | Лукаш Кубот Марсело Мело (8)           | 17 / 19 | 3-6 4-6 6-4 7-6(4) 6-4   |
| 1/2     | Раджив Рам Джо Солсбери (6)            | 12 / 11 | 7-6(6) 6-3 6-7(2) 7-6(5) |
| Финал   | Марсель Гранольерс Орасио Себальос (4) | 10 / 7  | 6-4 7-6(5) 2-6 7-5       |

Олимпиада-2020 (с Николой Мектичем)
| Стадия  | Соперники (посев)                | Рейтинг   | Счёт              |
| 1 раунд | Марсело Демолинер Марсело Мело   | 52 / 18   | 7-6(6) 6-4        |
| 2 раунд | Лоренцо Музетти Лоренцо Сонего   | 322 / 170 | 7-5 6-7(5) [10-7] |
| 1/4     | Бен Маклахлан Кэй Нисикори (ITF) | 38 / 824  | 6-3 6-3           |
| 1/2     | Остин Крайчек Теннис Сандгрен    | 48 / 208  | 6-4 6-4           |
| Финал   | Иван Додиг Марин Чилич           | 12 / 243  | 6-4 3-6 [10-6]    |

Открытый чемпионат США-2016 (с Лаурой Зигемунд)
| Стадия  | Соперники                       | Посев | Счёт       |
| 1 раунд | Кристина Макхейл Райан Харрисон | WC    | 7-6(4) 6-1 |
| 2 раунд | Абигейл Спирс Сантьяго Гонсалес |       | 6-4 6-2    |
| 1/4     | Николь Гиббс Деннис Новиков     | WC    | 6-2 7-6(2) |
| 1/2     | Чжань Юнжань Ненад Зимонич      |       | 7-6(5) 7-5 |
| Финал   | Коко Вандевеге Раджив Рам       | 7     | 6-4 6-4    |

Открытый чемпионат Австралии-2019 (с Габриэлой Дабровски)
| Стадия  | Соперники                       | Посев | Счёт           |
| 1 раунд | Лизетта Кабрера Алекс Болт      | WC    | 6-3 7-5        |
| 2 раунд | Деми Схюрс Жан-Жюльен Ройер     |       | 6-1 6-3        |
| 1/4     | Юханна Ларссон Матве Мидделкоп  |       | 6-3 7-6(0)     |
| 1/2     | Екатерина Макарова Бруно Соарес | 3     | 6-1 6-4        |
| Финал   | Тимея Бабош Рохан Бопанна       | 5     | 2-6 6-4 [11-9] |